# فرودگاه شهری فیرمونت (میته‌سوتا)
فرودگاه شهری فیرمونت (میته‌سوتا) (به انگلیسی: Fairmont Municipal Airport (Minnesota)) یک فرودگاه همگانی بهره‌برداری هوایی با کد یاتا FRM است که یک باند فرود آسفالت دارد و طول باند آن 1678 متر است. این فرودگاه در کشور ایالات متحده آمریکا قرار دارد و در ارتفاع 354 متری از سطح دریا واقع شده است.